# 지오스민
지오스민(영어: geosmin)은 불규칙적인 세스퀴테르펜이다. 게오스민이라고도 부른다.
화학적으로 지오스민은 두고리 알코올이며 화학식은 C12H22O이다. 지오(geo)는 땅을, 오스메(osme)는 "냄새"를 의미한다. 이 단어는 1965년 미국의 생화학자 낸시 N. 거버(!929~1985년)와 프랑스계 미국인 생물학자 허버트(Hubert A. Lechevalier, 1926~2015년)에 의해 만들어졌다.

## 생성
지오스민은 다양한 파란-녹색의 조류(藻類, 남세균)과 방선균에 의해 생성되며, 일부 기타 원핵 생물들과 진핵 생물들에 의해서도 생성된다.

## 효과
인간의 코는 지오스민에 매우 민감하며 10억 분의 0.4부분만큼 농도를 낮춰도 감지할 수 있다.

## 같이 보기
- 다이메틸 설파이드